# Football Manager
Football Manager (também conhecido como Worldwide Soccer Manager na América do Norte de 2004 a 2008) é uma série de jogos eletrônicos de simulação e gerenciamento de futebol desenvolvidos pela Sports Interactive e publicados pela Sega. A série começou como Championship Manager, mas o lançamento "fiasco" de CM4 em 2003 causou um rompimento entre a Sports Interactive e a Eidos Interactive levando à perda dos direitos do nome da série pela desenvolvedora. A empresa reteve, porém, o motor de jogo e seus dados, alterou o título da série para Football Manager e fez um acordo com a publicadora Sega.

## Outros jogos

### Football Manager Mobile
Football Manager Mobile, conhecido inicialmente como Football Manager Handheld, foi lançado em 13 de abril de 2006 para PlayStation Portable. Esse foi o primeiro jogo da Sports Interactive para um console portátil e foi criado para ser um jogo separado e funcionar de forma diferente das versões do jogo para computadores. Ele foi projetado para se assemelhar a produtos mais antigos da Sports Interactive, sendo muito mais rápido por natureza mas mantendo a simulação realista. Assim como a série principal, o jogo também segue uma lógica de lançamento anual.
Em 2010, o jogo foi lançado pela primeira vez para iOS. Esta versão contém uma interface de usuário diferente da de PSP devido à natureza da plataforma. Em 2012, ele também foi lançado para Android em uma versão similar à para iOS. A edição de 2016 do jogo alterou seu nome para Football Manager Mobile.

### Football Manager Live
Em 20 de abril de 2007, a Sega e a Sports Interactive revelaram detalhes para Football Manager Live, que seria um jogo multijogador massivo online. O jogo foi lançado pela internet em 2008 e fisicamente no Reino Unido em janeiro de 2009. Um dia da comunidade foi realizado em 12 de dezembro de 2008, onde o futuro da série e outros assuntos relacionados foram discutidos com fãs que foram ao evento. Em 14 de maio de 2011, foi anunciado que Football Manager Live seria descontinuado e todos os servidores seriam fechados no fim de maio.

### Football Manager Online
Em 2014, a Sega revelou os detalhes de Football Manager Online, um novo jogo multijogador massivo online para o mercado da Coreia do Sul.

### Sonic & All-Stars Racing Transformed
Football Manager é representada em Sonic & All-Stars Racing Transformed com um personagem selecionável chamado "Football Manager", sendo exclusivo da a versão do jogo para Windows.

## Influência
Football Manager foi reconhecido por clubes de futebol reais como uma fonte para observar jogadores. Em 2008, o Everton Football Club assinou um contrato com a Sports Interactive permitindo que eles usassem a base de dados do jogo para observar jogadores e a oposição.
Um documentário intitulado Football Manager: More Than Just A Game foi produzido pelo estudante de jornalismo Stephen Milnes e lançado em outubro de 2010. Outro documentário da FilmNova intitulado An Alternative Reality: The Football Manager Documentary foi lançado nos cinemas do Reino Unido em outubro de 2014 e na Steam em março de 2015.
Football Manager celebrou seu vigésimo aniversário no verão de 2012 e, para comemorar esta data, a Back Page Press publicou um livro incluindo entrevistas com os criadores e jogadores que se tornaram lendas no jogo. Outra parte do livro inclui histórias sobre como o jogo tomou conta da vida de algumas pessoas.
Em novembro de 2012, o estudante azeri Vugar Huseynzade foi promovido a treinador do time reserva do Bakı Futbol Klubu graças a seu sucesso em Football Manager.
Em 2013, o comediante de stand-up Tony Jameson apresentou um espetáculo chamado Football Manager Ruined My Life (lit. "Football Manager arruinou a minha vida"); ele foi bem recebido no Edinburgh Festival antes de ir em uma turnê de sucesso culminando no lançamento do espetáculo em DVD e pela Steam.
Na década de 2000, um jogador anônimo de Football Manager deu uma dica à Federação de Futebol das Filipinas sobre a eligibilidade de Phil Younghusband e James Younghusband para jogar para a seleção filipina de futebol masculino no jogo. Em 2005, os irmãos que na época eram parte do programa de jovens do Chelsea Football Club foram convocados para a seleção. Mais tarde, Phil se tornaria o maior goleador para a seleção das Filipinas com mais de 50 gols em seu nome.
Em 2020, um pesquisador para a base de dados de Football Manager descobriu que Ben Brereton do Blackburn Rovers Football Club era metade chileno através de uma entrevista com o clube de 2018 e adicionou sua segunda nacionalidade à base do jogo. Brereton seria chamado frequentemente para a seleção chilena de futebol em Football Manager 2021, o que levou ao interesse de um streamer chileno de Football Manager. Brereton foi encorajado pelo técnico do Chile Reinaldo Rueda e iniciou o processo para a obtenção de um passaporte chileno. Martín Lasarte, que sucedeu Rueda em fevereiro de 2021, convocou o jogador pela primeira vez em maio daquele ano. Ele foi um reserva nos dois jogos do Chile nas qualificatórias para a Copa do Mundo em junho antes de estreiar entrando como reserva na Copa América contra a Argentina.